# ビル・マリオット
ジョン・ウィラード・“ビル”・マリオット・ジュニア（John Willard "Bill" Marriott Jr.、1932年3月25日 - ）は、アメリカ合衆国の実業家である。マリオット・インターナショナルの執行会長(Executive Chairman)であり、同社の株式の11.28%を保有している。

## 若年期と教育
マリオットは1932年3月25日にワシントンD.C.で生まれた。父はマリオット・コーポレーション創業者のJ・ウィラード・マリオット、母はアリス・マリオットである。
ユタ大学で経済学を専攻し、1954年に理学の学士号を取得した。大学在学中に、教授の娘だった後の妻と出会った。
大学卒業後、マリオットはジョージア州の海軍訓練所に入り、1954年から1956年まで、補給部隊の士官として空母「ランドルフ」の上級士官用食堂に勤務した。

## キャリア
1956年に父が経営するマリオット・コーポレーションに入社した。父はかつて世界恐慌を経験し、負債を負うことに慎重だったが、マリオットはそれまでの主力事業だったレストラン事業からホテル事業に拡大を図った。
1964年1月にエグゼクティブ・ヴァイス・プレジデントとなり、取締役会の一員となった。同年11月に社長、1972年に最高経営責任者(CEO)、1985年に会長となった。マリオットはホテル業界に収益管理を導入した。
2012年3月31日、マリオットはCEOをアーン・ソレンソンに譲り、自身は執行会長（エグゼクティブ・チェアマン）となった。

## 私生活
1955年6月、ユタ州ソルトレイクシティのソルトレイク神殿でドナ・ガーフ(Donna Garff)と結婚した。ドナとの間に4人の子供がおり、いずれもマリオット・インターナショナルで働いている。その他、15人の孫、20人の曾孫がいる。
2018年、息子のビル・マリオット3世は、自分が父の承認を得ずに妻と離婚したことで、一族の財産から切り離されたとして、父と叔父のリチャード・マリオットを提訴した。この訴訟は法廷外で和解した。

### 宗教
マリオットは末日聖徒イエス・キリスト教会(LDS)の信者であり、活発に活動している。1978年以来、マリオット一家は、LDSがワシントンD.C.神殿で毎年行っている「光の祭典」を支援している。1997年、マリオットは教団から、地域幹部七十人定員会および七十人第五定員会の一員に任命された。2004年に七十人第五定員会から別れて七十人第六定員会が新設され、マリオットはその一員となった。2011年10月1日に退任した。

## 著書
- Without Reservations: How a Family Root Beer Stand Grew into a Global Hotel Company Luxury Custom Publishing LLC, May 1, 2013